# Dawny sąd grodzki w Brzostku
Dawny sąd grodzki w Brzostku – neoklasycystyczny budynek przy ul. Rynek 14 w Brzostku. Wpisany jest do gminnej ewidencji zabytków gminy Brzostek.

## Położenie
Budynek usytuowany jest w północno-wschodniej pierzei Rynku w Brzostku. Zwrócony jest szczytem w kierunku południowo-wschodnim, w stronę bocznej ul. Szkolnej. Od strony północno-wschodniej znajduje się parking, zaś od północnego zachodu obiekt przylega do innego domu.

## Historia
Kamienica została wybudowana pod koniec XVIII w. lub na przełomie XVIII i XIX w., w miejscu, w którym dawniej prawdopodobnie umiejscowiony był drewniany dom mieszczański. Zapewne w 1879 r. rozbudowano ją: elewacje otrzymały neoklasycystyczny wygląd, nadbudowano drugą kondygnację, budynek przykryto gontowym dachem dwuspadowym.
Sąd znajdował się tu do 1944 r. Po II wojnie światowej w budowli mieściła się szkoła, a następnie Państwowy Urząd Podatkowy, Archiwum Gminnej Spółdzielni oraz Lecznica Zwierząt Hodowlanych. W latach 80. XX w. znajdowały się tu biura GS-u oraz sklepy.
W 2000 r. gmina sprzedała budynek, a nowy właściciel przeprowadził w 2002 r. remont. Przekształcono wówczas wnętrze obiektu oraz rozebrano przybudówkę przy wschodnim narożu.

## Architektura
Budynek jest dwukondygnacyjny i podpiwniczony. Skonstruowany został na planie czworoboku, którego bok południowo-wschodni jest krótszy od północno-zachodniego. Ściany zewnętrzne, w dolnej partii zbudowane z kamienia, a w górnej z czerwonej cegły ceramicznej, pokryte są gładkim tynkiem o ugrowej barwie. Ściany wewnętrzne wykonane są z pustaków oraz gipsu. Elewacje zdobią gzyms kordonowy, który przy elewacji wschodniej przechodzi w biały namalowany pas, gzymsy ścianki kolankowej oraz wyłożony płytkami cokół.
Dawne wnętrze z czterotraktowym układem pomieszczeń w znacznym stopniu uległo przekształceniom. Parter jest trzyosiowy, z sienią obejmującą trzy trakty oraz różnej wielkości pomieszczeniami, nakrytymi sklepieniami żaglastymi na gurtach. Posadzki w budowli pokryte są płytkami.
Dach budynku jest dwuspadowy, kryty blachą falistą na deskowaniu ażurowym. Więźba dachowa jest drewniana, konstrukcji kleszczowej.
Powierzchnia użytkowa obiektu wynosi ok. 216 m², kubatura liczy ok. 1728 m³. Kamienica wyposażona jest w instalacje: wodnokanalizacyjną, gazową i elektryczną.